# Горки (деревня, Можайский городской округ)
Го́рки — деревня в Можайском районе Московской области в составе сельского поселения Бородинское, население 169 человек на 2006 год.
Деревня расположена западнее Можайска на автомобильной трассе Можайск — Уваровка, ближайшая железнодорожной станции находится в посёлке Бородино.
Деревня Горки находится на историческом Бородинском поле; в 1812 году в деревне располагался командный пункт Михаила Кутузова, на этом месте стоит памятник.

## Физико-географическая характеристика
Деревня Горки расположена в южной части Валуево-Старосельской ландшафтной местности.
В районе деревни высота над уровнем моря составляет около 193 м.
Рядом протекает река Колочь, в которую в районе деревни впадает ручей Станица (Стонец).

## История

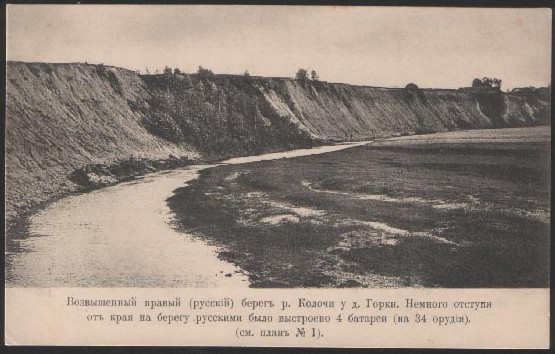
Река Колочь у деревни Горки на открытке начала XX века.

Археологические данные говорят о заселении этих мест во второй половине I тысячелетия финскими, а затем славянскими племенами.
Хорошо сохранившиеся земляные валы I—II веков н. э. расположенного недалеко от деревни Горки городища можно считать первым по времени военно-историческим памятником Бородинского поля.
Однако первые письменные упоминания о деревне Горки относятся к XVII веку.
В 1666 году Дмитрий Михайлович Коноплёв отдал свою половину соседнего села Бородино в приданое дочери Евфимии Дмитриевне, вышедшей замуж за будущего окольничьего Тимофея Петровича Савёлова (Савёлова-Верейского) брата будущего Патриарха Московского Иоакима (Ивана Петровича Савёлова).
Возвысившись во время Патриаршества своего брата Тимофей Петрович вначале выкупает за долги вторую половину Бородино, потом Семёновское.
В 1697 году Тимофей Петрович Савёлов закладывает в деревне Бородино Церковь Рождества Христова.
15 марта 1699 года Тимофей Петрович умер и был захоронен в Можайском Лужецком монастыре, а всеми делами заправляет его сын — Тимофей Тимофеевич, который в 1712 году выменял у Ивана Бибикова принадлежавшую тому часть сельца Горки. С этого времени история деревни Горки неразрывно связана с селом Бородино, в котором размещался храм и помещичья усадьба.
После смерти Петра Тимофеевича Бородинская земельная дача с деревнями Горки и Семёновское неоднократно дробилась, переходила из рук в руки между его потомками и другими владельцами.
Согласно «Экономическим примечаниям к планам генерального межевания» в 1768 году в деревне Горки было 12 дворов, в который проживало 86 душ обоего пола.

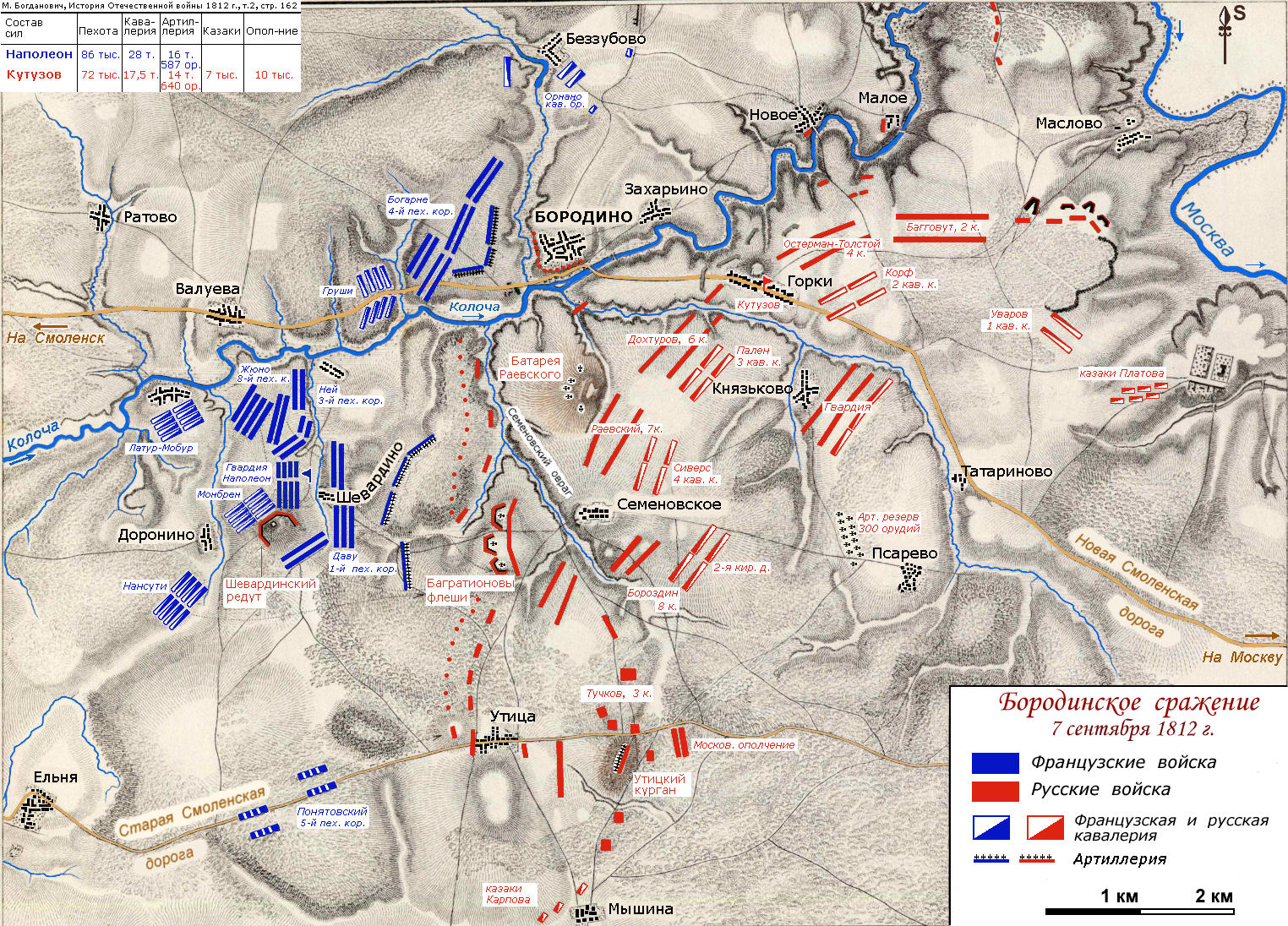
Село Горки на карте Бородинского сражения.

5 сентября 1812 года, накануне Бородинского сражения Отечественной войны 1812 года в расположение русской артиллерийской батареи, занимавшей позицию у деревни Горки упал метеорит. Упавший камень был подобран часовым и передан командиру батарейной роты подполковнику Христиану Ивановичу Дитерихсу (Дидрихсу), офицеру 7-й пехотной дивизии генерал-лейтенанта Капцевича.
В настоящее время метеорит «Бородино» находится в постоянной экспозиции метеоритов Горного музея в зале Космогонии. В одной витрине с ним экспонируется копия архивного документа о его поступлении.
Во время боя на Бородинском поле 26 августа (7 сентября) 1812 года в деревне Горки располагался командный пункт Михаила Кутузова. Позже на этом месте установлен обелиск.
Фёдор Николаевич Глинка описывает выбранный для боевых действий плацдарм следующим образом: «Наша боевая линия стала на правом берегу Колочи, — лицом к Колоцкому монастырю, к стороне Смоленска; правым крылом к Москве-реке, которая в виде ленты извивается у подножия высот Бородинских… В Колочу впадают: речка Войня, ручьи — Стонец, Огник и другие безымённые. Все эти реки и ручьи имеют берега довольно высокие, и если прибавить к тому много рытвин, оврагов, по большей части лесистых, и разных весенних обрывов, промоин, то понятно будет, отчего позиций Бородинская на подробном плане её кажется бугристою, разрезанною, изрытою. Леса обложили края, частые кустарники и перелески шершавятся по всему лицевому протяжению, и две больших (старая и новая Московские) дороги перерезают позицию, как два обруча, по направлению от Смоленска к Москве… В середине нашей боевой линии заметны и важны два пункта: Горки и деревня Семёновская. Между ними тянется отлогая высота с лёгким скатом к речке Колоче… Следуя глазами за протяжением главной линии к левой стороне, вы упираетесь на левом фланге в болото, покрытое частым лесом. Тут расположена деревня Утица. Через неё от села Ельни идёт на Можайск старая Смоленская дорога, уже давно оставленная».

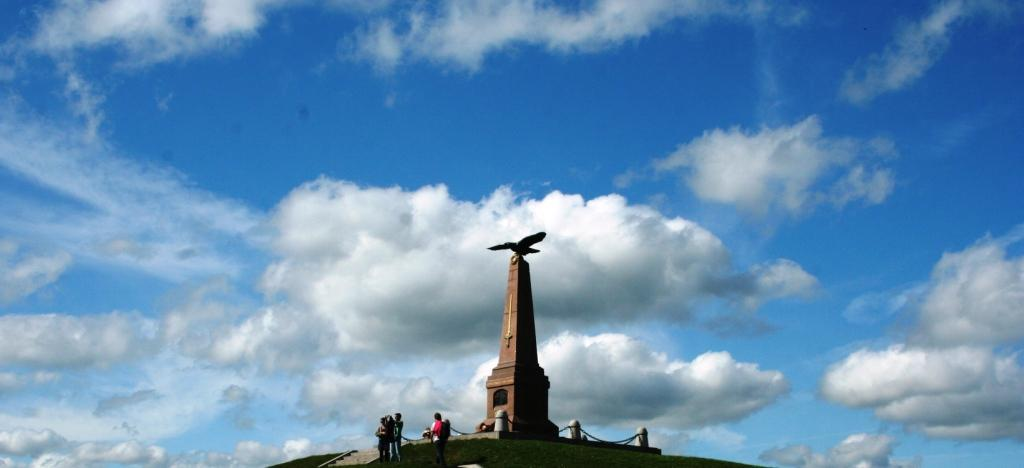
Обелиск Михаилу Кутузову на Бородинском поле, архитектор П. А. Воронцов-Вельяминов.

Денис Давыдов, чьё детство прошло в окрестностях села, в «Дневнике партизанских действий 1812 года» описывает подготовку к сражению так: «…Мы подошли к Бородину. Эти поля, это село мне были более, нежели другим, знакомы! Там я провёл беспечные лета детства моего и ощутил первые порывы сердца к любви и к славе. Но в каком виде нашёл я приют моей юности! Дом отеческий одевался дымом биваков. Ряды штыков сверкали среди жатвы, покрывшей поля, и громады войск толпились на родимых холмах и долинах. Там, на пригорке, где некогда я резвился и мечтал… там закладывали редут Раевского… Все переменилось!… Я лежал под кустом леса за Семёновским, не имея угла не только в собственном доме, но даже и в овинах, занятых начальниками. Глядел, как шумные толпы солдат разбирали избы и заборы Семёновского, Бородина и Горок для строения биваков и раскладывания костров…».
После войны деревня Горки была практически полностью разрушена. В «Ведомостях по Можайскому уезду сожжённых неприятелем, ныне же не совершенно обстроенных, и о тех кои по разорению необитаемы с замечаниями», составленной генералом от кавалерии Тормасовым 4 января — 19 февраля 1816 года указано, что сёл Бородино с деревнями Семёновская и Горки «Его же господина Воейкова и секунд ротмистрши Елизаветы Петровны Савёловой, девицы Александры Васильевны Давыдовой» были сожжены.
В 1817 году императором Александром I предпринималась безуспешная попытка приобрести (в государственную собственность или в императорское владение — неизвестно) у сестры Дениса Давыдова А. В. Бегичевой «принадлежащее ей село Бородино с деревнями Горки и Семёновское».
Однако выкупить эти земли удалось лишь в 1837 году по указу императора Николая I, подписанному в день 25-летия Бородинского сражения, село Бородино с окрестностями было выкуплено и подарено цесаревичу.
По данным VIII (1834 года) ревизии в деревне Горки насчитывалось 23 души мужского пола.
21 декабря 2004 года законом «О статусе и границах Можайского муниципального района и вновь образованных в его составе муниципальных образований» было первоначально сформировано муниципальное образование Сельское поселение Бородинское с центром в деревне Бородино, в которое вошла деревня Горки. В марте 2005 года вышла уточнённая редакция этого закона. А согласно постановлению № 156-ПГ от 9 ноября 2006 года были упразднены как административно-территориальные единицы Бородинский, Кукаринский и Синичинский сельские округа Можайского района Московской области.